# Гевлич, Дмитрий Ксенофонтович
Дми́трий Ксенофо́нтович Ге́влич (1 [13] октября 1837 — 17 [30] января 1913, Санкт-Петербург) — тайный советник, гофмейстер, предводитель дворянства Пензенской губернии, член Государственного Совета.

## Биография
Происходил из дворян.
Окончив курс в Московском университете со степенью кандидата, 20 декабря 1858 года поступил на службу в хозяйственный департамент министерства внутренних дел. В 1860 году перемещён в число чиновников, состоящих при Московском генерал-губернаторе. С 22 марта 1861 года состоял секретарём Московского губернского по крестьянским делам присутствия. В 1862 году назначен начальником отделения канцелярии Московского военного генерал-губернатора. В 1863 году пожалован в коллежские асессоры.
В декабре 1865 года оставил службу и поселился в Пензенской губернии, где за ним числилось 5678 десятин земли (в с. Кучук-Пор, д. Поперечное и Надеждинка Пензенского уезда — 4976, в с. Безруковка Нижнеломовского уезда — 702); по данным на 1907 год, владел также 1848 десятинами 960 саженями земли в Мологском уезде, в частности, в Ягорбе. С 1869 года избирался в почётные мировые судьи по Пензенскому и Нижнеломовскому (с 1896) уездам; c 1884 года также был почётным попечителем Пензенского реального училища.
В 1875—1878 годах был пензенским уездным предводителем дворянства, в 1888—1913 годах — губернским предводителем дворянства и одновременно председателем губернского земского собрания. Почётный гражданин Пензы (8 июля 1899), Нижнего Ломова (1906).
В 1900 году получил чин тайного советника. С 14 марта 1906 года — член Государственного Совета от дворян Пензенской губернии. 26 августа 1912 года пожалован в гофмейстеры Двора Его Императорского Величества.
В 1891 и 1904 годах во главе депутации пензенского дворянства приветствовал в Пензе Николая II.
Выделял собственные средства на стипендии для учащихся Пензенского уезда, создание библиотеки в своём имении в селе Кучук-Пор-Архангельское; в 1912 году пожертвовал в пользу уездного земства около 3 тыс. руб. процентов с капитала ежегодно. Намерение земства построить на эти средства помещение для библиотеки в 1914—1915
годы (по проекту инженера К. Г. Дзенне) не осуществилось в связи с военными событиями.
Умер в Петербурге 17 (30) января 1913 года. Был похоронен на кладбище Спасо-Преображенского мужского монастыря в Пензе в специальном склепе; надгробие выявлено в мае 2006 года.

### Семья
Отец — Ксенофонт Павлович Гевлич (8.2.1791 — 28.5.1867), участник Отечественной войны 1812 года, полковник в отставке.
Дядя (брат отца) — Авксентий Павлович Гевлич (1790—1861), сенатор, тайный советник.
Мать — Анна Павловна Гевлич (урожд. Гладкова; 31.12.1804 — 12.03.1881).
Братья и сёстры: Мария (1830—?), Софья (1832—?), Александр (1833—?), Павел (1834—1843), Ольга (1839—?), Анисья (1840—1893).

## Награды
- орден Святого Станислава 3-й ст. (1881)
- орден Святой Анны 2-й ст. (1886)
- орден Святого Владимира 3-й ст. (1892)
- орден Святого Станислава 1-й ст. (1895)
- орден Святой Анны 1-й ст. (1896)
- орден Святого Владимира 2-й ст. (1903)[7]
- орден Белого орла (1906)[4]

## Память
В год смерти Д. К. Гевлича губернская земская управа ходатайствовала о присвоении библиотеке в Кучках его имени, там был помещён его портрет.
После смерти Д. К. Гевлича в учебных заведениях Пензы была утверждена стипендия его имени.

## Комментарии
1. ↑  Даты жизни приведены на надгробии (Е. П. Белохвостиков, 2006, с. 87); в иных источниках[1] встречается дата рождения 2 (14) октября 1837.
2. ↑  В 1940-е годы село затоплено Рыбинским водохранилищем.
3. ↑  См.[10]; в иных источниках[3][7] местом смерти указывается Пенза.